# Madeje (Ociesęki)
Madeje – część wsi Ociesęki w Polsce, położona w województwie świętokrzyskim, w powiecie kieleckim, w gminie Raków.
W latach 1975–1998 Madeje administracyjnie należały do województwa kieleckiego.